# Jonas Weyl
Pour les articles homonymes, voir Weyl.
 Jonas Weyl (né à Mommenheim (Bas-Rhin) le 9 juin 1835, mort à Marseille le 8 août 1903) est un rabbin français du XIXe siècle et du XXe siècle grand-rabbin de Marseille du 14 juin 1874 jusqu'à son décès le 8 août 1903.

## Éléments biographiques
Jonas Weyl est né à Mommenheim dans le Bas-Rhin, le 9 juin 1835. Il est le fils de Lazare Weyl et de son épouse Rachel Moch.
Il fait ses études à Haguenau puis à l’École centrale rabbinique de Metz à partir de 1851. Il en sort en 1859 avec un diplôme de grand-rabbin. Il est aumônier volontaire des prisons, des hôpitaux et de l’Institut des sourds-muets de Strasbourg. Il est nommé rabbin de Nîmes dans le Gard en 1860, où il crée la première bibliothèque israélite de France. 
Il se marie avec Caroline Veill. Ils ont une fille Fanny Louise.
Il arrive à Marseille en 1874 et est installé grand-rabbin de la circonscription de Marseille le 14 juin 1874. Du fait de son service dans les prisons, le ministère le nomme aumônier des prisons des Bouches-du-Rhône, de l’établissement des aliénés, des hôpitaux et des lycées.
À son décès, le 8 août 1903,, le grand-rabbin Honel Meiss lui succède.

## Distinctions
- Chevalier de la Légion d'honneur, le 19 juillet 1882.
- Officier des Palmes académiques.